# Große Synagoge (Brüssel)

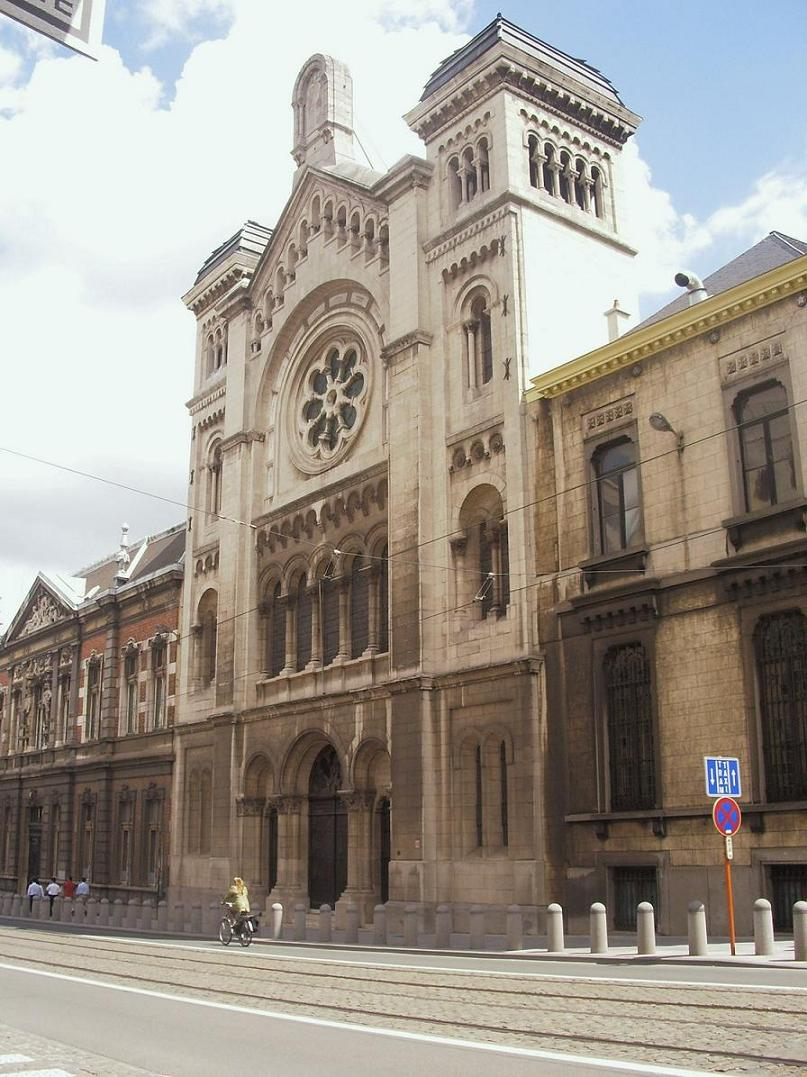
Große Synagoge in Brüssel

Die Große Synagoge in Brüssel ist der offizielle Sitz des Zentralen Israëlitischen Konsistoriums von Belgien. Seit 2008 ist sie zugleich ein Sitz der Konferenz der Europäischen Rabbiner und wird daher auch als die Große Synagoge von Europa bezeichnet.

## Gemeinde
Anfangs das Zentrum einer reformierten liberalen Gemeinde, gehört die Gemeinde heute zur konservativen Richtung, meist sind es Aschkenasim, Oberrabbiner Albert Guigui ist zwar Sefarde, führt den Gottesdienst jedoch nach aschkenasischem Ritus durch. Insgesamt gibt es in Brüssel 12 Synagogen. In Brüssel leben mit steigender Tendenz bis zu 20.000 Juden, die aber nicht immer religiös sind, wobei sie aus bestimmten Vierteln mit vielen Muslimen wegziehen. Diese Größe macht die Stadt zur heimlichen jüdischen Hauptstadt Europas. Andererseits wächst in Belgien das Problem des Antisemitismus noch mehr als in anderen Ländern.

## Geschichte
Die Jüdische Gemeinde Brüssel, die erst 1831 offiziell anerkannt wurde, erwarb 1833 das Gebäude der Little Boucherie auf dem heutigen Place de Dinant von der Gesellschaft der Freunde der Schönen Künste und wandelte sie in eine Synagoge um. Der erste Oberrabbiner Belgiens Eljakim Carmoly weihte sie ein. Die Gemeinde ließ eine größere Synagoge an der Regentschapsstraat im Viertel Zavel 1875 durch den Architekten Désiré De Keyser im romanisch-byzantinischen Stil bauen. Diese weihte 1878 der Oberrabbiner Élie-Aristide Astruc ein. Die zum selben Zeitpunkt eingebaute Orgel mit 22 Registern stammt von Peter Schyven und zeigt an der Front keine Pfeifen, sondern auf einem Sockel ein Oberteil aus Eichenholz.
Am 18. September 1982 wurde die Synagoge von einem mit einer Maschinenpistole bewaffneten Mann angegriffen, wobei vier Personen schwer verletzt wurden. Der Täter wurde als Angehöriger der Organisation Abu Nidal identifiziert.
Am 4. Juni 2008 unterzeichnete Jose Manuel Barroso als Präsident der Europäischen Kommission mit zwei führenden Rabbinern ein Dokument, das der Großen Synagoge den Zusatz „von Europa“ gab. Damit war die Hoffnung verbunden, einen europäischen Fokus für die Juden zu schaffen.

## Gebäudebeschreibung

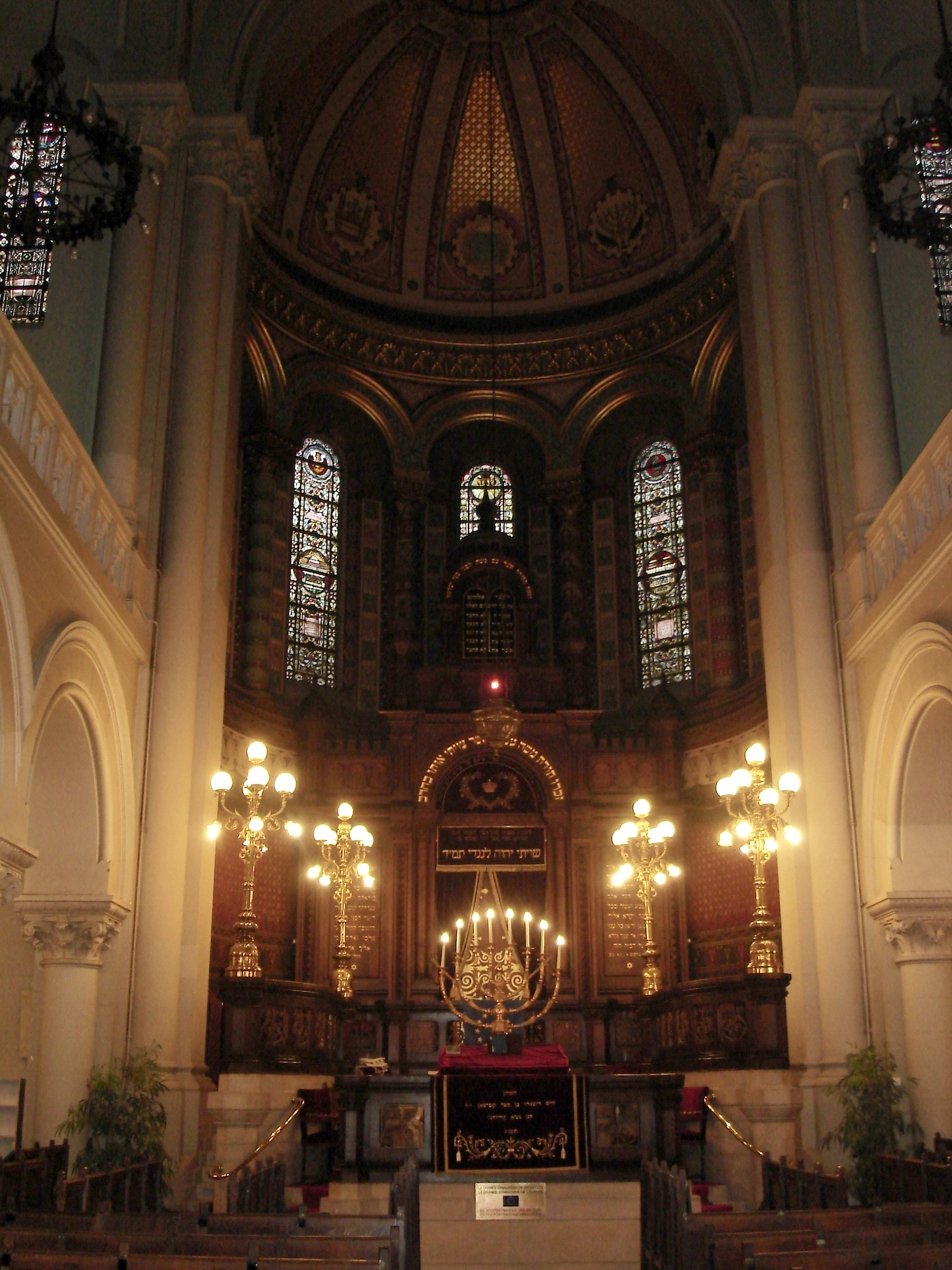
Blick auf den Toraschrein mit dem Kandelaber

Die römisch-byzantinische Synagoge wirkt mit einem Mittelschiff und zwei Querschiffen wie eine christliche Basilika. Das große Rosenfenster über dem Eingang ist von Schildern umgeben, die die Namen der zwölf Stämme Israels tragen. Die Nähe zu einer christlichen Kathedrale sollte selbstbewusst die anerkannte Stellung der Juden in Brüssel zeigen, war aber innerjüdisch auch umstritten.
Der Toraschrein, in dem sich die Schriftrollen der Tora befinden, besteht aus zwei Türen, die durch einen Vorhang verdeckt sind, auf denen traditionell die Namen der Spender, des Verstorbenen, zu dessen Gedenken die Gabe gemacht wurde, oder biblische Zitate gestickt sind. Ein Halbkreis geht oberhalb um den Toraschrein. Es hat fünf Glasfenster, von denen vier emblematischen Figuren der Tora zugeordnet sind, die durch ihre Attribute erkennbar sind. Der Weihrauch steht für Aaron, die Waage Samuel, der Stock mit einer Schlange Moses und der sechszackige Stern David.
Die Bima ist das Lesepult, auf der sich die Tora befindet. Der Kandelaber bildet die Lichtquelle, die den Sieg des Guten gegen das Böse darstellt. Die ewige Lampe, hebräisch Ner Tamid, bleibt ständig beleuchtet.